# Коспаш (река)
Коспаш — река в России, протекает в Александровском районе Пермского края. Устье реки находится в 42 км по левому берегу реки Чаньва. Длина реки составляет 20 км.
Исток реки на южных окраинах посёлка Талый. Генеральное направление течения — север. Протекает посёлок Талый, ниже течёт по ненаселённой холмистой тайге. в среднем течении преодолевает участок под землёй, в карстовых пустотах. Приток — Талая (пр). Впадает в Чаньву ниже покинутого посёлка Новый. В районе устья — несколько пещер, в том числе живописная пещера Лабиринт.

## Данные водного реестра
По данным государственного водного реестра России относится к Камскому бассейновому округу, водохозяйственный участок реки — Кама от города Березники до Камского гидроузла, без реки Косьва (от истока до Широковского гидроузла), Чусовая и Сылва, речной подбассейн реки — бассейны притоков Камы до впадения Белой. Речной бассейн реки — Кама.
Код объекта в государственном водном реестре — 10010100912111100007185.